# Hamnparken
Hamnparken, eller Järnvägsparken, är en park på Väster i Jönköping. Den anlades 1848 på norra utkanten av resterna av Jönköpings slott och fästningsverk och är Jönköpings äldsta park. Den ligger mellan Västra Storgatan, Parkgatan, Järnvägsgatan och Hamnkanalen mellan Vättern och Munksjön. 
Fram till 1970 gick godstågstrafik snett genom parken på ett järnvägsspår mellan Jönköpings hamnstation och Jönköpings centralstation. Det skedde som en så kallad "växlingsrörelse", varvid en person med röd flagga gick till fots framför loket.
Parken ingår numera i ett centralt parkpromenadstråk, tillsammans med Rådhusparken och Braheparken.
Under 1900-talets första hälft fanns en paviljong utmed Järnvägsgatan, som fungerade som sommarkafé. På 1980-talet gjordes parken om och fick en restaurangdel mot Hamnkanalen. Parken ändrades också om 2011 och fick då uteservering och en lekplats. 
Skulpturen Sju sekel i målat trä av Calle Örnemark står sedan 1984 vid Hamnkanalen, norr om restaurangen.